# Explosions-Polka
Die Explosions-Polka op. 43 ist eine Polka von Johann Strauss (Sohn). Das Werk wurde am 8. Februar 1847 im Sträußl-Saal im Gebäude des Theaters in der Josefstadt in Wien erstmals aufgeführt.

## Geschichte
Die Polka wurde für den Fasching des Jahres 1847 geschrieben. Der Name leitete sich von der Erfindung eines damals neuen Explosionsstoffes ab. Dieser Stoff ist heute als Cellulosenitrat oder auch als Schießbaumwolle bekannt. In Wien war diese Erfindung Tagesgespräch und Strauss nutzte die Gelegenheit eine Polka mit (musikalisch)-explosiven Elementen darüber zu schreiben. Das Werk wurde auch tatsächlich ein Erfolg. Angesichts der Vielzahl von Kompositionen dieser Art trat das Werk später wieder etwas in den Hintergrund.

## Aufführungspraxis
Die Spieldauer beträgt auf der unter Einzelnachweisen angeführten CD 3 Minuten und 6 Sekunden. Je nach der musikalischen Auffassung des Dirigenten kann diese Zeit etwas variieren.
Des Weiteren existiert ein Arrangement für Brass Band von John Glenesk Mortimer.
Das Stück war mehrfach Teil des Programms des Neujahrskonzert der Wiener Philharmoniker (bis 2023 insgesamt neunmal), z. B. 1974 von insgesamt sechsmal unter Willi Boskovsky und schließlich 1981, 1990 und 2015 dreimal unter Zubin Mehta.